# Mayobridge
Mayobridge (Iers: Droichead Mhaigh Eo) is een plaats in het Noord-Ierse County Down.
Mayobridge telt 837 inwoners. Van de bevolking is 2% protestant en 97,5% katholiek.